# جوزيف وونغ
جوزيف وونغ (بالصينية: 王永平) هو شخصية أعمال صيني، ولد في 25 يوليو 1948 في هونغ كونغ في الصين.